# Newark (Maryland)
Newark és una concentració de població designada pel cens dels Estats Units a l'estat de Maryland. Segons el cens del 2000 tenia 339 habitants.

## Demografia
Segons el cens del 2000, Newark tenia 339 habitants, 135 habitatges, i 93 famílies. La densitat de població era de 13,7 habitants per km².
Dels 135 habitatges en un 32,6% hi vivien nens de menys de 18 anys, en un 53,3% hi vivien parelles casades, en un 8,1% dones solteres, i en un 30,4% no eren unitats familiars. En el 25,2% dels habitatges hi vivien persones soles el 14,8% de les quals corresponia a persones de 65 anys o més que vivien soles. El nombre mitjà de persones vivint en cada habitatge era de 2,46 i el nombre mitjà de persones que vivien en cada família era de 2,87.
Per edats la població es repartia de la següent manera: un 23,6% tenia menys de 18 anys, un 5% entre 18 i 24, un 26,3% entre 25 i 44, un 29,2% de 45 a 60 i un 15,9% 65 anys o més.
L'edat mediana era de 43 anys. Per cada 100 dones de 18 o més anys hi havia 94,7 homes.
La renda mediana per habitatge era de 38.333 $ i la renda mediana per família de 37.250 $. Els homes tenien una renda mediana de 26.250 $ mentre que les dones 23.750 $. La renda per capita de la població era de 18.478 $. Entorn del 6,1% de les famílies i el 8% de la població estaven per davall del llindar de pobresa.

## Poblacions més properes
El següent diagrama mostra les poblacions més properes.